# Richard Wrangham
Richard Walter Wrangham (né en 1948) est un anthropologue et primatologue britannique ; il est professeur d'anthropologie biologique à l'Université Harvard. Ses recherches et ses écrits portent sur le comportement des singes, l'évolution humaine, la violence et la cuisine.

## Biographie
Wrangham est né à Leeds, dans le Yorkshire.
Après ses années à la faculté de l'Université du Michigan, il devient professeur d'anthropologie biologique à l'Université Harvard et son groupe de recherche fait maintenant partie du nouveau département de biologie évolutive humaine. C'est un boursier MacArthur.
Il est co-directeur du Kibale Chimpanzee Project, l'étude à long terme des chimpanzés de Kanyawara dans le parc national de Kibale, en Ouganda. Ses recherches aboutissent à l'étude de l'évolution humaine dans laquelle il tire des conclusions basées sur l'écologie comportementale des singes. En tant qu'étudiant diplômé, Wrangham étudie avec Robert Hinde et Jane Goodall.
Wrangham est principalement connu pour son travail sur l'écologie des systèmes sociaux des primates, l'histoire évolutive de l'agression humaine (qui culmine dans son livre avec Dale Peterson, Demonic Males: Apes and the Origins of Human Violence), et plus récemment ses recherches en cuisine (Catching Fire: How Cooking Made Us Human) et l'auto-domestication. Il est végétarien.
Wrangham joue un rôle déterminant dans l'identification des comportements considérés comme "spécifiques à l'homme" chez les chimpanzés, notamment la culture  et avec Eloy Rodriguez, l'automédication des chimpanzés.
En mars 2008, il est nommé House Master of Currier House au Harvard College. Il reçoit un diplôme honorifique de docteur en sciences de l'Université d'Oglethorpe en 2011.

## Recherches
Wrangham commence sa carrière en tant que chercheur dans le cadre de l'étude de terrain de long terme sur les chimpanzés communs de Jane Goodall dans parc national de Gombe Stream en Tanzanie. Il se lie d'amitié avec sa collègue primatologue Dian Fossey et l'aide à créer son organisation à but non lucratif de conservation des gorilles de montagne, le Dian Fossey Gorilla Fund (à l'origine le Digit Fund).
Les derniers travaux de Wrangham se concentrent sur le rôle que la cuisine a joué dans l'évolution humaine. Il soutient que la cuisson des aliments est obligatoire pour les humains en raison d'adaptations biologiques et que la cuisson, en particulier la consommation de tubercules cuits, pourrait expliquer l'augmentation de la taille du cerveau des hominidés, des dents et des mâchoires plus petites et une diminution du dimorphisme sexuel qui s'est produit à peu près il y a 1,8 million d'années,,. Certains anthropologues ne sont pas d'accord avec les idées de Wrangham, arguant qu'aucune preuve solide n'a été trouvée pour étayer les affirmations de Wrangham, bien que Wrangham et ses collègues, entre autres, aient démontré en laboratoire les effets de la cuisson sur la disponibilité énergétique : la cuisson dénature les protéines, gélatinise les amidons et aide à tuer les agents pathogènes,,. L'explication dominante est que les ancêtres humains, avant l'avènement de la cuisine, se sont tournés vers la consommation de viande, ce qui a ensuite provoqué le passage évolutif à des intestins plus petits et à des cerveaux plus gros.

## Livres
- Demonic Males avec Peterson, D., Boston, MA : Houghton Mifflin. 1996. (ISBN 978-0-395-87743-2) .
- Smuts, BB, Cheney, DL Seyfarth, RM, Wrangham, RW et Struhsaker, TT (Eds.) (1987). Sociétés primates . Chicago : presse de l'université de Chicago. (ISBN 0-226-76715-9)
- Catching Fire: How Cooking Made Us Human . Livres de base, 2009. (ISBN 0-465-01362-7)
- The Goodness Paradox : The Strange Relationship Between Virtue and Violence in Human Evolution . Panthéon, 2019. (ISBN 978-1-101-87090-7)